# Лейк-Вікторія (Мічиган)
Лейк-Вікторія (англ. Lake Victoria) — переписна місцевість (CDP) в США, в окрузі Клінтон штату Мічиган. Населення — 984 особи (2020).

## Географія
Лейк-Вікторія розташований за координатами 42°55′11″ пн. ш. 84°22′47″ зх. д. / 42.91972° пн. ш. 84.37972° зх. д. (42.919799, -84.379812).  За даними Бюро перепису населення США в 2010 році переписна місцевість мала площу 2,72 км², з яких 2,13 км² — суходіл та 0,59 км² — водойми.

## Демографія
Згідно з переписом 2010 року, у переписній місцевості мешкало 930 осіб у 348 домогосподарствах у складі 280 родин. Густота населення становила 342 особи/км².  Було 361 помешкання (133/км²).
Расовий склад населення:
| - 96,3 % — білих - 0,9 % — азіатів - 0,4 % — корінних американців - 0,3 % — чорних або афроамериканців |

До двох чи більше рас належало 1,6 %. Частка іспаномовних становила 2,2 % від усіх жителів.
За віковим діапазоном населення розподілялося таким чином: 24,7 % — особи молодші 18 років, 62,6 % — особи у віці 18—64 років, 12,7 % — особи у віці 65 років та старші. Медіана віку мешканця становила 40,4 року. На 100 осіб жіночої статі у переписній місцевості припадало 97,0 чоловіків;  на 100 жінок у віці від 18 років та старших — 96,6 чоловіків також старших 18 років.
Середній дохід на одне домашнє господарство  становив 81 590 доларів США (медіана — 64 167), а середній дохід на одну сім'ю — 98 337 доларів (медіана — 99 625). Медіана доходів становила 40 903 долари для чоловіків та 48 708 доларів для жінок. За межею бідності перебувало 3,7 % осіб, у тому числі 0,0 % дітей у віці до 18 років та 0,0 % осіб у віці 65 років та старших.
Цивільне працевлаштоване населення становило 443 особи. Основні галузі зайнятості: освіта, охорона здоров'я та соціальна допомога — 39,3 %, науковці, спеціалісти, менеджери — 13,3 %, виробництво — 12,9 %.